# Ritmo Belumat
El ritmo Belumat, o Belunexe, en vènet o ritmo bellunese o cantilena bellunese, en italià, és un breu text en escrit en romanç vènet enmig d'un text llatí sense solució de continuïtat, però que es pot reconstruir com una breu quarteta en vers hendecasíl·lab. Es troba inserida en una crònica medieval anònima que relata els esdeveniments de Belluno, entre 1183 i 1196, i que fou escrita a l'entorn de 1198. Es tracta de l'obra rimada i d'intenció literària més antiga conservada en una llengua itàlica.
Lingüísticament, fa servir el pronom clític en la conjugació de la tercera persona masculina:  i el zetta; pèrdua de les vocals finals de paraula: Ard, part, cavaler o; l'ús del pretèrit: Duse.
En aquella època Belluno era el centre d'un bisbat senyorial que va entrar en guerra amb Treviso, la part referent al poema descriu la destrucció del castell d'Ardo, un lloc d'avançada prop de Treviso, que va ser desmantellat i les seves parts llançades al riu Ardo; així mateix refereix la captura de sis cavallers enemics. Els fets es poden datar en l'any 1193.
| Vènet antic (original) De Castel d'Ard av li nost bona part: I lo getà tut intro lo flum d'Ard: Sex cavaler de Tarvis li pui fer Con sé dusé li nostre cavaler |  | Italià Di Castel d'Ardo ebbero i nostri buona parte, e lo gettarono tutto dentro il fiume d'Ardo. Sei cavalieri di Treviso i più armati, con sé li scortarono i nostri cavalieri. |  | Català Del Castell d'Ard haguérem la nostra bona part, tot ho tiraren ficant-ho al riu Ard. Sis cavallers de Treviso, els més armats, dugueren amb ells els nostres cavallers. |